# Amomum kwangsiense
Amomum kwangsiense är en enhjärtbladig växtart som beskrevs av Ding Fang och Xiu Xiang Chen. Amomum kwangsiense ingår i släktet Amomum och familjen Zingiberaceae. Inga underarter finns listade i Catalogue of Life.